# Голландська водна лінія
Голландська водна лінія (нід. Hollandsche Waterlinie, сучасний варіант написання: Hollandse Waterlinie) — серія засобів захисту на водній основі, задуманих Моріцом Оранським на початку 17 століття та реалізованих його зведеним братом Фредеріком Гендріком. У поєднанні з природними водоймами ця лінія могла бути використана для перетворення Голландії, найзахіднішого регіону Нідерландів і прилеглого до Північного моря, майже на острів. У 19 столітті лінія була розширена, щоб включити Утрехт.
26 липня 2021 року лінію було додано до Лінії оборони Амстердама, щоб стати об'єктом Світової спадщини ЮНЕСКО — Голландськими водними оборонними лініями.

### Стара Голландська водна лінія
Її будівництво почалося 1629 року. На греблях були збудовані шлюзи, у стратегічно важливих місцях вздовж лінії були створені форти та укріплені міста, які прикривали артилерійським вогнем греблі, які унеможливлювали перетин лінії. Рівень води ретельно підтримувався, аби вона була занадто глибока, щоб практично унеможливити перетин її вбрід, з іншого боку, надто мілка для ефективного використання човнів, інших ніж плоскодонні артилерійські баржі захисників лінії. На дні було створено додаткові перешкоди у вигляді траншей, вовчих ям, до яких значно пізніше додали колючий дріт та міни.

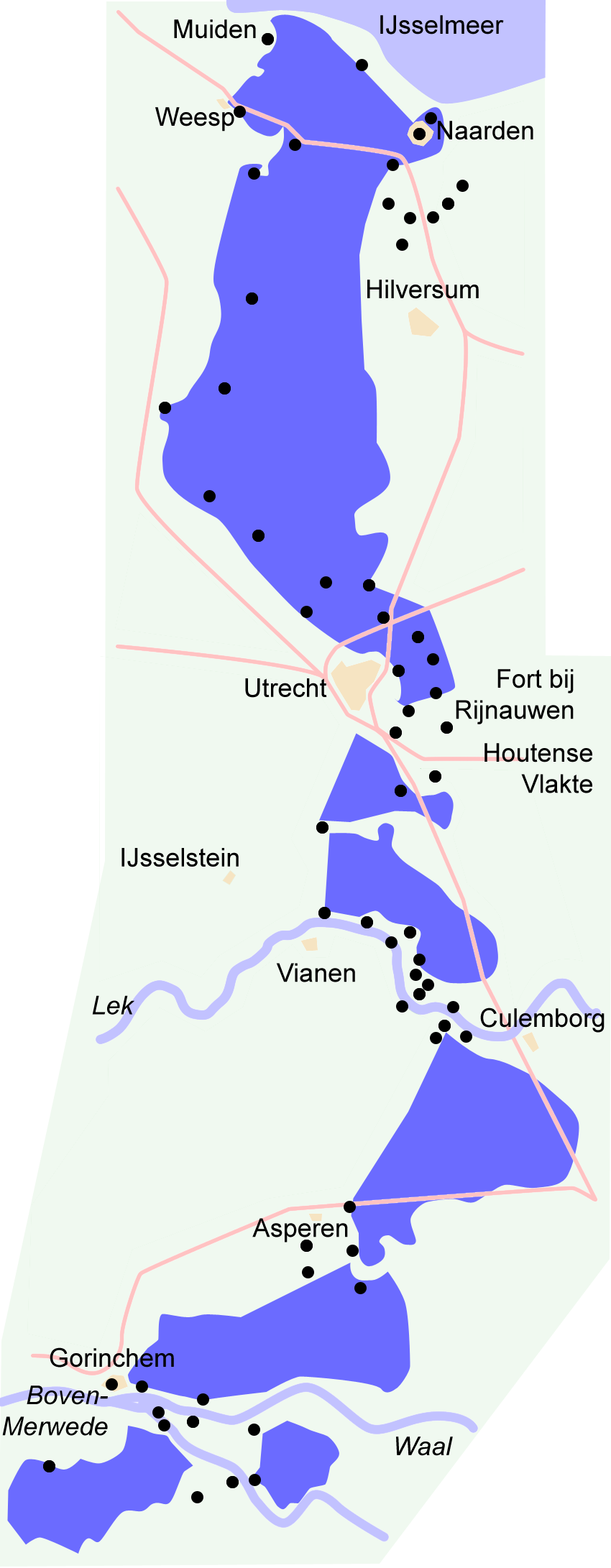
Карта нової водної лінії

### Нова Голландська водна лінія

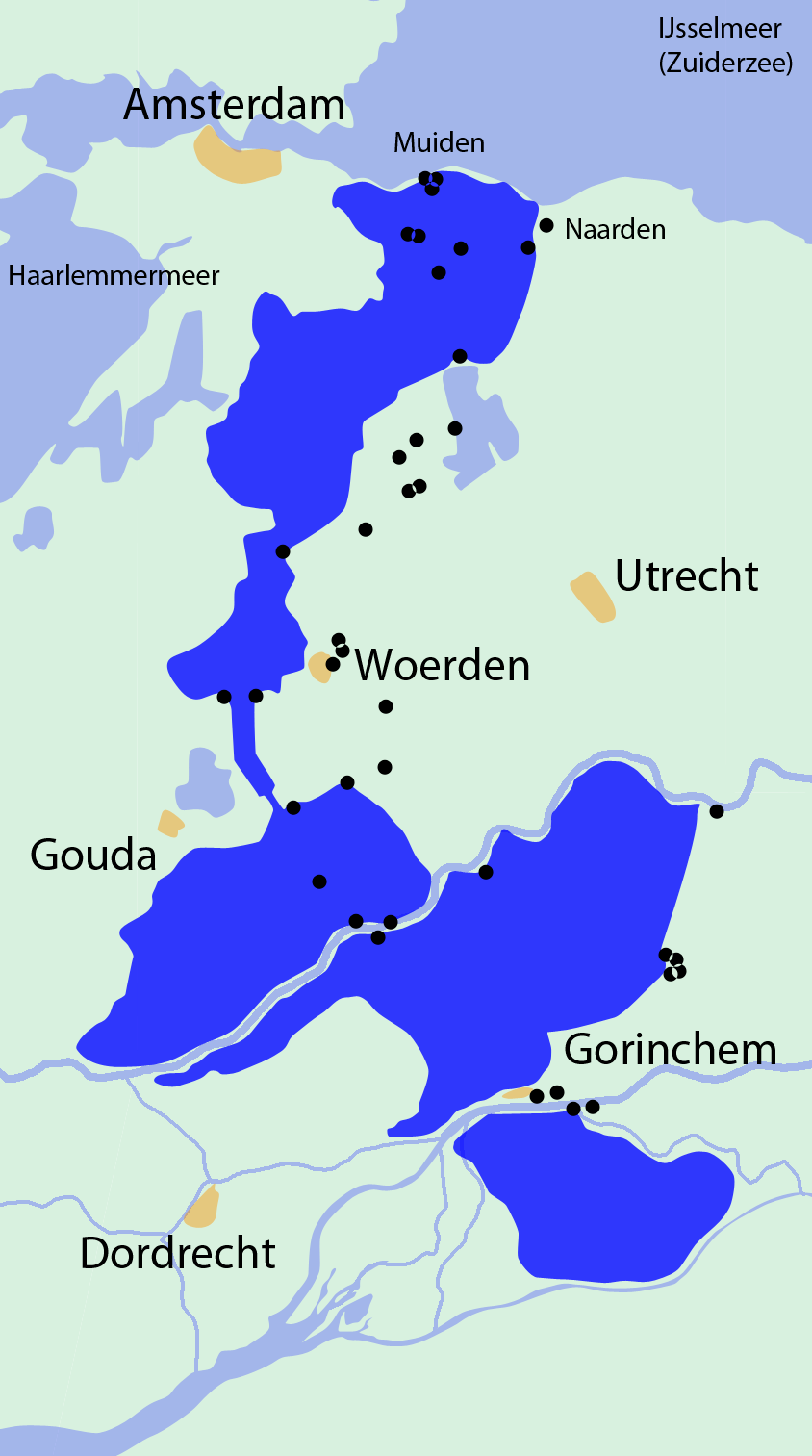
Карта старої водної лінії

Після остаточної поразки Наполеона в 1815 році в битві при Ватерлоо було утворено Сполучене Королівство Нідерландів. Незабаром після цього король Віллем I вирішив модернізувати Водну лінію. Її було частково зміщено на схід від Утрехта.

### Сучасність

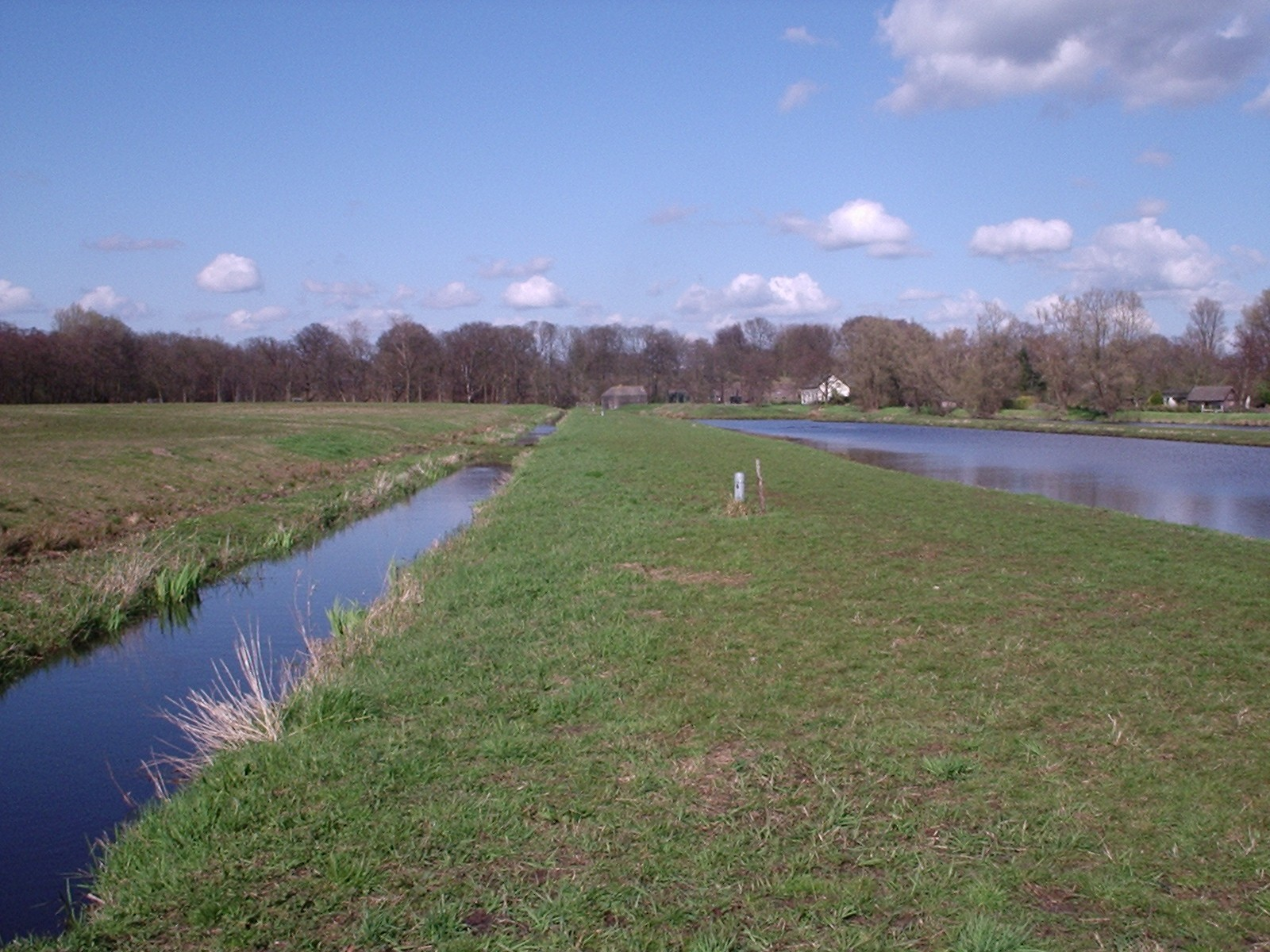
Зона затоплення біля форту Руйгенгук

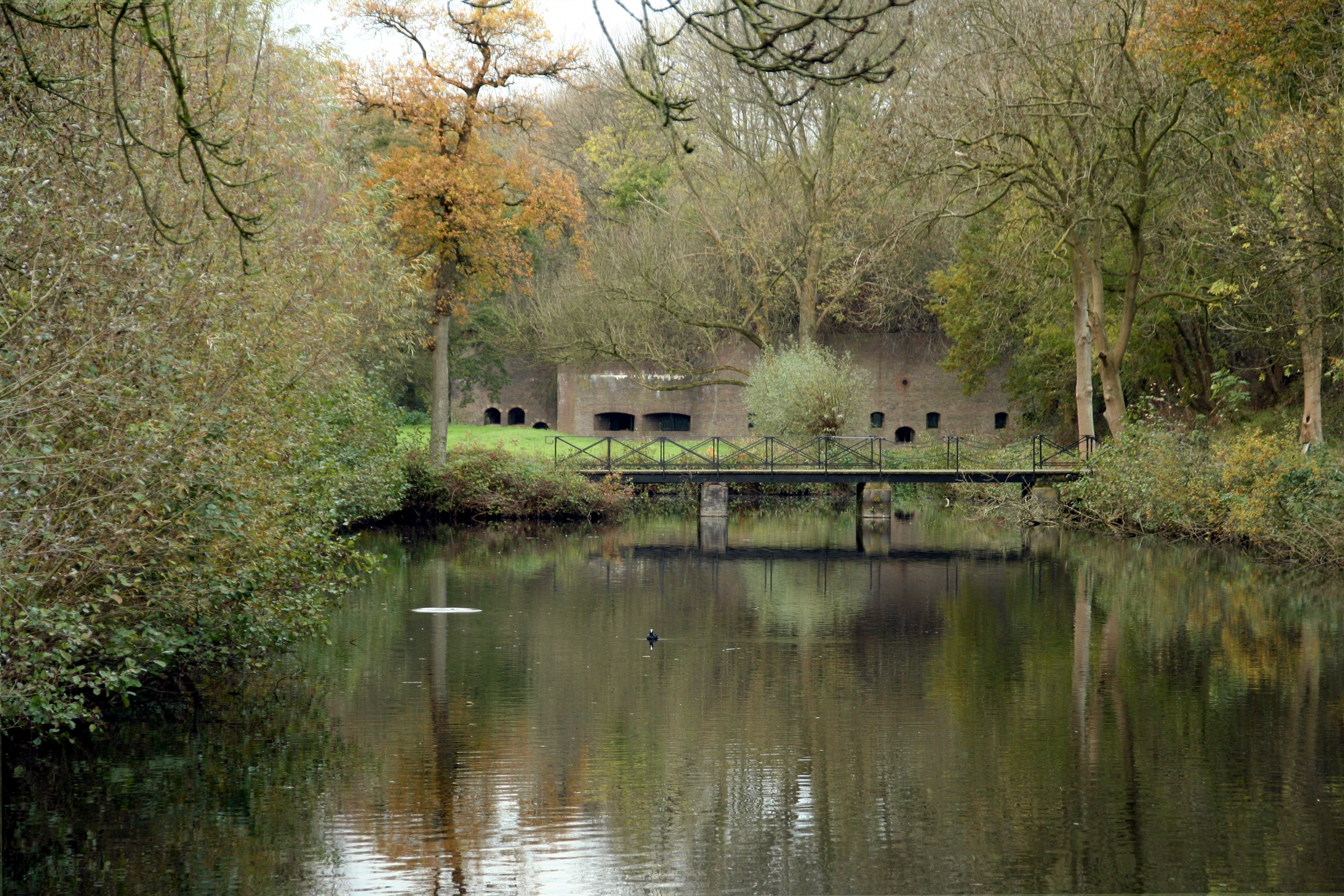
Вид на форт Рейнаувен із Воссегацедейка